# Ungarische Eishockeyliga 2010/11
Die Saison 2010/11 war die 74. Spielzeit der ungarischen Eishockeyliga, der höchsten ungarischen Eishockeyspielklasse. Meister wurde zum insgesamt zwölften Mal in der Vereinsgeschichte Fehérvár AV19.

## Modus
Die Liga wurde mit insgesamt sechs Mannschaften in Form von Hauptrunde, Zwischenrunde und Playoffs mit Halbfinale und Finale ausgetragen. Da parallel dazu zum dritten Mal der internationale Wettbewerb der MOL Liga lief (siehe MOL Liga 2010/11), bestand die Hauptrunde lediglich aus den in einer separaten Tabelle gewerteten rein ungarischen Begegnungen. Erst ab der Zwischenrunde und zeitlich nach Ende der MOL-Liga im Februar 2011 wurden eigene Begegnungen der ungarischen Liga ausgetragen.
An der ersten und zweiten Phase der Meisterschaft nahm Fehérvár AV19 lediglich mit dem Farmteam teil, da die erste Mannschaft erst mit Beginn der Playoffs dazustieß. Theoretisch hätte sich so die Möglichkeit einer Playoff-Begegnung zwischen erster und zweiter Mannschaft ergeben können, was jedoch nicht geschah. Die Budapest Stars wurden endgültig in den Vasas Hockey Club überführt.

## Hauptrunde
Die zwanzig Spiele der Vorrunde entstammten der Hauptrunde der MOL-Liga, in deren Abschlusstabelle die Teams eine etwas andere Reihenfolge innehatten. Újpesti TE beendete den Durchgang mit null Punkten, da der einzige Sieg, ein 5:4 gegen Steaua Bukarest, gegen ein nicht-ungarisches Team gelang.
| Rang | Team                     | SP | S  | SNV | NNV | N  | Tore   | Punkte |
| ---- | ------------------------ | -- | -- | --- | --- | -- | ------ | ------ |
| 1.   | Vasas HC                 | 20 | 14 | 1   | 0   | 5  | 97:41  | 44     |
| 2.   | Dunaújvárosi Acélbikák   | 20 | 14 | 0   | 1   | 5  | 116:51 | 43     |
| 3.   | Ferencvárosi TC          | 20 | 11 | 1   | 2   | 6  | 88:74  | 37     |
| 4.   | Miskolci Jegesmedvék JSE | 20 | 10 | 2   | 2   | 6  | 112:73 | 36     |
| 5.   | Fehérvár AV19 II         | 20 | 6  | 1   | 0   | 13 | 62:98  | 20     |
| 6.   | Újpesti TE               | 20 | 0  | 0   | 0   | 20 | 39:177 | 0      |

### Statistiken

#### Topscorer
| Rang | Spieler        | Team          | GP | G  | A  | PTS | PIM | +/− |
| ---- | -------------- | ------------- | -- | -- | -- | --- | --- | --- |
| 1.   | Martin Saluga  | Miskolci JJSE | 20 | 19 | 23 | 42  | 8   | +14 |
| 2.   | Joshua Bonar   | Miskolci JJSE | 20 | 20 | 20 | 40  | 75  | +12 |
| 3.   | Tyler Metcalfe | Dunaújváros   | 18 | 21 | 14 | 35  | 20  | +24 |
| 4.   | Vladimir Dubek | Miskolci JJSE | 20 | 15 | 18 | 33  | 10  | +7  |
| 5.   | Kurt MacSweyn  | Dunaújváros   | 19 | 10 | 21 | 31  | 40  | +25 |

#### Torhüter
| Rang | Spieler         | Team          | GP | GPI | MIP     | SOG | SVS | GA | SVS%  | GAA  |
| ---- | --------------- | ------------- | -- | --- | ------- | --- | --- | -- | ----- | ---- |
| 1.   | Miklós Rajna    | Vasas HC      | 20 | 13  | 738:53  | 423 | 403 | 20 | 95.27 | 1.62 |
| 2.   | Krisztián Budai | Ferencváros   | 19 | 11  | 584:31  | 348 | 318 | 30 | 91.37 | 3.07 |
| 3.   | Bence Bálizs    | Fehérvár      | 18 | 17  | 1016:47 | 817 | 744 | 73 | 91.06 | 4.30 |
| 4.   | Dávid Duschek   | Miskolci JJSE | 20 | 13  | 654:42  | 365 | 330 | 35 | 90.41 | 3.20 |
| 5.   | Dávid Gyenes    | Miskolci JJSE | 19 | 11  | 556:55  | 320 | 283 | 37 | 88.43 | 3.98 |

## Zwischenrunde
Für die Zwischenrunde wurden zunächst Bonuspunkte an die drei erstplatzierten Teams vergeben. Jeder Club trug drei weitere Begegnungen gegen jedes andere Team aus. Die drei bestplatzierten Clubs qualifizierten sich für die Playoffs. Außerdem stieß die erste Mannschaft von Fehérvár AV19 nach Beendigung der Erste Bank Eishockey Liga als viertes Team hinzu.
| Rang | Team                     | SP | S  | SNV | NNV | N  | Tore   | Punkte |
| ---- | ------------------------ | -- | -- | --- | --- | -- | ------ | ------ |
| 1.   | Vasas HC                 | 15 | 11 | 0   | 1   | 3  | 74:33  | 40 (6) |
| 2.   | Dunaújvárosi Acélbikák   | 15 | 10 | 2   | 0   | 3  | 87.38  | 38 (4) |
| 3.   | Miskolci Jegesmedvék JSE | 15 | 7  | 1   | 2   | 5  | 68:59  | 25 (0) |
| 4.   | Ferencvárosi TC          | 15 | 5  | 2   | 2   | 6  | 57:63  | 23 (2) |
| 5.   | Fehérvár AV19 II         | 15 | 4  | 1   | 1   | 9  | 43:57  | 15 (0) |
| 6.   | Újpesti TE               | 15 | 2  | 0   | 0   | 13 | 36:115 | 6 (0)  |

### Statistiken

#### Topscorer
| Rang | Spieler             | Team          | GP | G  | A  | PTS | PIM | +/− |
| ---- | ------------------- | ------------- | -- | -- | -- | --- | --- | --- |
| 1.   | Casey Bartzen       | Miskolci JJSE | 15 | 12 | 20 | 32  | 28  | +7  |
| 2.   | Tyler Metcalfe      | Dunaújváros   | 15 | 11 | 15 | 26  | 45  | +17 |
| 3.   | Marko Mäkinen       | Vasas HC      | 15 | 9  | 17 | 26  | 40  | +24 |
| 4.   | Nikandrosz Galanisz | Dunaújváros   | 15 | 7  | 16 | 23  | 6   | +7  |
| 5.   | Szabolcs Fodor      | Vasas HC      | 15 | 10 | 11 | 21  | 45  | +21 |

#### Torhüter
| Rang | Spieler         | Team          | GP | GPI | MIP    | SOG | SVS | GA | SVS%  | GAA  |
| ---- | --------------- | ------------- | -- | --- | ------ | --- | --- | -- | ----- | ---- |
| 1.   | Miklós Rajna    | Vasas HC      | 13 | 11  | 518:22 | 327 | 308 | 19 | 94.18 | 2.19 |
| 2.   | Peter Sevela    | Dunaújváros   | 15 | 13  | 685:57 | 423 | 394 | 29 | 93.14 | 2.53 |
| 3.   | Krisztián Budai | Miskolci JJSE | 15 | 9   | 523:42 | 308 | 282 | 26 | 91.55 | 2.97 |
| 4.   | József Pleszkán | Ferencváros   | 15 | 15  | 860:01 | 630 | 574 | 56 | 91.11 | 3.90 |
| 5.   | Jakub Macek     | Fehérvár      | 14 | 10  | 603:38 | 367 | 328 | 39 | 89.37 | 3.87 |

## Playoffs
Die Playoffs wurden mit Halbfinale und Finale im Modus Best of five bzw. Best of seven ausgespielt.
Die Halbfinalserie zwischen dem Vasas HC und Dunaújvárosi Acélbikák verlief sehr ausgeglichen und konnte erst im fünften Spiel mit dem einzigen Auswärtssieg entschieden werden. Im Gegensatz dazu gelangte die erste Mannschaft von Fehérvár AV19 glatt mit drei Siegen ins Finale, wenngleich im ersten Spiel insgesamt dreizehn Tore fielen und die Begegnung erst im Penaltyschießen entschieden werden konnte.
Die Finalserie verlief ebenso einseitig zugunsten Fehérvárs, das sich mit vier Siegen in vier Spielen souverän durchsetzte und damit erneut den Titel verteidigen konnte. Damit ist der Club seit der Spielzeit 2002/03 ununterbrochener Titelträger.

### Playoff-Baum
|  | Halbfinale | Halbfinale             | Halbfinale |  |  | Finale | Finale                 | Finale |
|  |            |                        |            |  |  |        |                        |        |
|  |            |                        |            |  |  |        |                        |        |
|  | 1          | Vasas HC               | 2          |  |  |        |                        |        |
|  | 2          | Dunaújvárosi Acélbikák | 3          |  |  |        |                        |        |
|  |            |                        |            |  |  | 2      | Dunaújvárosi Acélbikák | 0      |
|  |            |                        |            |  |  |        | Fehérvár AV19          | 4      |
|  | 3          | Miskolci JJSE          | 0          |  |  |        |                        |        |
|  |            | Fehérvár AV19          | 3          |  |  |        |                        |        |
|  |            |                        |            |  |  |        |                        |        |

### Halbfinale
| Datum         | Heimteam               |   | Gastmannschaft         | Ergebnis            |
| ------------- | ---------------------- | - | ---------------------- | ------------------- |
| 15. März 2011 | Vasas HC               | − | Dunaújvárosi Acélbikák | 4:0 (0:0, 2:0, 2:0) |
| 16. März 2011 | Dunaújvárosi Acélbikák | − | Vasas HC               | 2:1 (0:0, 2:1, 0:0) |
| 18. März 2011 | Vasas HC               | − | Dunaújvárosi Acélbikák | 4:2 (2:1, 2:0, 0:1) |
| 19. März 2011 | Dunaújvárosi Acélbikák | − | Vasas HC               | 5:2 (2:0, 3:1, 0:1) |
| 20. März 2011 | Vasas HC               | − | Dunaújvárosi Acélbikák | 2:3 (0:2, 0:1, 2:0) |

| Datum         | Heimteam       |   | Gastmannschaft | Ergebnis                            |
| ------------- | -------------- | - | -------------- | ----------------------------------- |
| 15. März 2011 | Miskolci JJSE  | − | Fehérvár AV 19 | 6:7 n. P. (3:3, 1:3, 2:0, 0:0, 0:1) |
| 16. März 2011 | Fehérvár AV 19 | − | Miskolci JJSE  | 9:1 (1:0, 3:1, 5:0)                 |
| 18. März 2011 | Miskolci JJSE  | − | Fehérvár AV 19 | 3:8 (2:2, 0:2, 1:4)                 |

### Finale
| Datum         | Heimteam               |   | Gastmannschaft         | Ergebnis            |
| ------------- | ---------------------- | - | ---------------------- | ------------------- |
| 22. März 2011 | Dunaújvárosi Acélbikák | − | Fehérvár AV19          | 1:2 (1:0, 0:1, 0:1) |
| 23. März 2011 | Fehérvár AV19          | − | Dunaújvárosi Acélbikák | 5:2 (1:0, 2:1, 2:1) |
| 25. März 2011 | Dunaújvárosi Acélbikák | − | Fehérvár AV19          | 4:7 (1:2, 1:3, 2:2) |
| 26. März 2011 | Fehérvár AV19          | − | Dunaújvárosi Acélbikák | 9:4 (1:1, 5:3, 3:0) |

### Statistiken

#### Topscorer
| Rang | Spieler             | Team     | GP | G | A  | PTS | PIM | +/− |
| ---- | ------------------- | -------- | -- | - | -- | --- | --- | --- |
| 1.   | Balázs Ladányi      | Fehérvár | 7  | 5 | 11 | 16  | 2   | +7  |
| 2.   | Eric Johansson      | Fehérvár | 7  | 6 | 9  | 15  | 4   | +11 |
| 3.   | Márton Vas          | Fehérvár | 7  | 4 | 8  | 12  | 4   | +5  |
| 4.   | István Sofron       | Fehérvár | 7  | 7 | 4  | 11  | 8   | +4  |
| 5.   | Krisztián Palkovics | Fehérvár | 7  | 7 | 4  | 11  | 8   | +9  |

#### Torhüter
| Rang | Spieler         | Team          | GP | GPI | MIP    | SOG | SVS | GA | SVS%  | GAA  |
| ---- | --------------- | ------------- | -- | --- | ------ | --- | --- | -- | ----- | ---- |
| 1.   | Miklós Rajna    | Vasas HC      | 5  | 5   | 278:57 | 212 | 200 | 12 | 94.33 | 2.58 |
| 2.   | Zoltán Hetényi  | Fehérvár      | 5  | 4   | 239:14 | 151 | 141 | 10 | 93.37 | 2.50 |
| 3.   | Peter Sevela    | Dunaújváros   | 9  | 9   | 488:24 | 319 | 287 | 32 | 89.96 | 3.93 |
| 4.   | Bence Bálizs    | Fehérvár      | 7  | 3   | 185:00 | 103 | 92  | 11 | 89.32 | 3.56 |
| 5.   | Krisztián Budai | Miskolci JJSE | 3  | 3   | 169:32 | 123 | 101 | 22 | 82.11 | 7.78 |

## Meisterschaftsendstand
1. Fehérvár AV19
2. Dunaújvárosi Acélbikák
3. Vasas HC
4. Miskolci Jegesmedvék JSE
5. Ferencvárosi TC
6. Fehérvár AV19 II (Farmteam)
7. Újpesti TE

## Kader des ungarischen Meisters
| Ungarischer Meister Fehérvár AV19 | Torhüter: Bence Bálizs, Zoltán Hetényi, Ádám Vay Verteidiger: Oscar Ackeström, Juraj Durco, András Horváth, Dávid Jobb, Aleš Kranjc, Erik Maklári, Attila Orbán, Viktor Tokaji, Arnold Varga Angreifer: András Benk, Dániel Fekete, Szabolcs Fodor, Roland Hajos, Adam Hegyi, Roger Holéczy, Eric Johansson, Dávid Kiss, Csaba Kovács, Balázs Ladányi, Nathan Martz, Árpád Mihály, Gergő Nagy, Krisztián Palkovics, István Sofron, Adrián Tóth, Márton Vas, Artyom Vaszjunyin Trainer: Kevin Primeau |